# Howard Lederer
Howard Henry Lederer, född 30 oktober 1964 i Concord i New Hampshire, är en amerikansk före detta professionell pokerspelare.
Han har vunnit två World Series of Poker och två World Poker Tour.
Lederer har spelat hem totalt 6 582 745 amerikanska dollar i prispengar fram tills den 23 januari 2011.
Han var en av medgrundarna till pokeroperatören Full Tilt. År 2011 blev Full Tilt anklagad av amerikanska federala åklagare om att de höll på med storskalig pyramidspel och lurat sina kunder på 440 miljoner dollar. Lederer hävdade att han var oskyldig och hade ingen kännedom om detta. Dock i december 2012 kom Lederer överens med USA:s justitiedepartement om en förlikning där han betalade 1,25 miljoner dollar i böter; ytterligare 168 000 dollar samt 30 000 dollar från en försäljning av en egendom. Han överlät också två bankkonton med okänt innehåll; två egendomar till ett totalt värde på 975 000 dollar samt en 1965 års Shelby Cobra. Justitiedepartementets ursprungliga krav på Lederer var egentligen på totalt 42,5 miljoner dollar. Efter det drog han sig undan pokern men gjorde en temporär comeback till World Series of Poker 2016.
Lederer är bror till Annie Duke.